# Conquista mongola della Cina
La conquista mongola della Cina si configurò in una serie d'importanti sforzi bellici che permisero al neonato Impero mongolo di sottomettere la totalità del paese in 74 anni, dal 1205 al 1279. Il processo attraversò sette decenni nel XIII secolo e comportò la sconfitta della dinastia Jin, Liao occidentale, Xia occidentale, Tibet, Regno di Dali, Song meridionale e Xia orientale. Tutto originò da incursioni su piccola scala ai danni degli Xia occidentali nel 1205-1207 per ordine di Gengis Khan.
Nel 1279, il sovrano mongolo Kublai Khan aveva stabilito la dinastia Yuan in Cina e schiacciato l'ultima resistenza Song, segnando l'inizio del dominio indiscusso mongolo su tutta la Cina. Fu la prima volta nella storia che l'intera Cina fu unificata da un'etnia non Han nonché la prima volta nella storia in cui il Tibet fu unito al resto della Cina.

## Contesto
All'inizio del XIII secolo, Temujin del clan mongolo Borjigin, futuro Gengis Khan, iniziò a consolidare il suo potere nell'Altopiano della Mongolia, assoggettando o distruggendo le altre etnie nomadi della steppa eurasiatica: turchi, tatari, tungusi, ecc. Nello stesso periodo, la Cina propriamente detta era divisa in tre stati dinastici distinti ed in guerra tra loro: nel nord, la dinastia Jīn di etnia Jurchen controllava la Manciuria e le terre cinesi a nord del fiume Huai; la dinastia Xia occidentale di etnia Tangut governava parti della Cina occidentale; la dinastia Song di etnia Han regnava nel sud. La provincia sud-occidentale del Yunnan, al confine con la Birmania, era infine sede d'un potentato autonomo sin dal X secolo noto come Regno di Dali.

La Cina al principio dell'invasione mongola: nell'Ovest la dinastia Xia occidentale; nel nord la dinastia Jīn; nel sud la dinastia Song; nel sud-ovest la Regno di Dali.

La dinastia Xia occidentale 西夏T, Xī XiàP, anche nota come Impero Tangut/Taŋγud in lingua mongola e Minya in lingua tibetana, s'affermò nel 1038 nelle province cinesi nordoccidentali di Ningxia, Gansu, Qinghai orientale, Shaanxi settentrionale, Xinjiang nordorientale, Mongolia Interna sudoccidentale e Mongolia Esterna meridionale. Uno stato abbastanza piccolo, lo Xia dovette lottare contro vicini più grandi e potenti: la dinastia Liao a est e nord-est e la dinastia Song a sud-est. Quando la Dinastia Jīn, di etnia jurchen, emerse nel 1115, spodestando i Liao, gli Xia accettarono lo status di vassalli del nuovo impero Jīn. Aiutando gòli Jurchen nelle loro guerre contro i Song, gli Xia conquistarono migliaia di miglia quadrate di territorio Song. Tuttavia, nel corso degli anni, le relazioni tra Xia e Jīn si raffreddarono. Alla morte del quarto sovrano Xia, Renzong (r. 1139-1193), salì al trono Huanzong (r. 1193-1206) ed il potere degli Xia iniziò a declinare. Pur militarmente inferiori ai Jīn, gli Xia esercitavano ancora un'influenza significativa sulle steppe settentrionali. Avevano spesso accolto i leader Kereiti deposti a causa degli stretti legami commerciali con le steppe e per la possibilità di utilizzare questi rifugiati come pedine nel complesso scacchiere politico-militare dell'Altopiano mongolo.
Gli Jurchen, fondatori della dinastia Jīn (金朝S, Jīn CháoP), essi stessi anticamente uno dei popoli della steppa, riscuotevano tributi da alcune delle tribù nomadi delle steppe mongole e incoraggiavano le rivalità tra di loro. Quando i Mongoli furono unificati da Kabul Khan (r. 1130-1147), i Jīn incoraggiarono i Tartari a distruggerli. I Mongoli riuscirono a cacciare i Jīn dal loro territorio ma i Tartari catturarono il successore di Kabul, Ambaghai, e lo consegnarono all'imperatore Wányán Liàng di Jīn (r. 1149-1161) che lo fece giustiziare nel 1156: fu inchiodato a un asino di legno e poi infilzato con delle lance. Gli Jurchen condussero anche regolari spedizioni punitive contro i nomadi mongoli, riducendoli in schiavitù o uccidendoli.
La dinastia Song (宋朝S, Sòng CháoP, Sung Ch'aoW; in Cantonese Jyutping: sung3 ciu4) regnava sulla Cina dal 960. Attaccata dagli Jurchen-Jīn, nel 1127 fu costretta ad abbandonare la "culla della civiltà cinese" (il Fiume Giallo) spostando la capitale ad Hangzhou (杭州) e venendo così ribattezzata Nán Sòng o Song meridionali (南宋). l'economia rimase sviluppata, data l'elevata popolazione e l'estensione delle produttive terre agricole. I Song Meridionali potenziarono la loro forza navale per difendere le proprie acque, i confini terrestri e per condurre missioni marittime all'estero. Per respingere gli Jurchen (e successivamente i Mongoli), svilupparono nuove tecnologie militari e la polvere da sparo.
A sud-ovest dei domini Song sorgeva il Regno di Dali, detto anche Grande Li (大理國T, 大理国S, DàlǐguóP), una compagine statale autonoma di etnia Bai, erede del più antico Regno di Nanzhao a suo tempo ufficialmente riconosciuto come realtà autonoma dalla dinastia Tang, che controllava i territori dell'odierna provincia cinese dello Yunnan, fondato nel 937 da Duan Siping e rimasto sino ad allora indipendente.

## Le fasi della conquista

### Prima campagna contro gli Xia occidentali (1209-1210)
Dopo la sconfitta e la morte di Ong Khan dei Kereiti per opera di Temujin nel 1203, il figlio di Ong, Nilqa Senggum riparò con uno sparuto seguito nello Xia occidentale, venendone però espulso quando i suoi seguaci iniziarono a saccheggiarvi i residenti. Prendendo a pretesto il rifugio offerto a Nilga Senggum, Temujin lanciò un'incursione contro gli Xia nel 1205 nella regione di Edsin: saccheggiò gli insediamenti di confine e un nobile Xia occidentale locale accettò persino di sottometterglisi. L'anno successivo (1206), Temujin fu formalmente proclamato Gengis Khan, sovrano di tutti i mongoli e nel 1207 condusse un'altra incursione nello Xia occidentale, invadendo la regione dell'Ordo e saccheggiando Wuhai, la principale guarnigione lungo il Fiume Giallo, prima di ritirarsi nel 1208.
Nel 1209, Gengis intraprese una campagna più ampia per assicurarsi la sottomissione degli Xia occidentali. Dopo aver sconfitto una forza guidata da Kao Liang-Hui fuori Wuhai, conquistò la città e si spinse lungo il Fiume Giallo, sottomise diverse altre città e assediò la capitale, Yinchuan. I mongoli, allora inesperti di poliorcetica, tentarono di inondare la città deviando il fiume Giallo ma la loro diga si ruppe ed inondò anche il loro accampamento. Tuttavia, l'imperatore Li Anquan, ancora minacciato dai mongoli e non ricevendo supporto dai Jīn, si arrese e diede la figlia Chaka in sposa a Gengis insieme ad un tributo di cammelli, falchi e tessuti.

### Prima campagna contro i Jīn (1211-1223)
Nel 1210 una delegazione Jurchen-Jīn aveva raggiunto il campo di Gengis Khan per proclamare l'ascensione di Wányán Yǒngjì (r. 1209-1213) al trono di Jīn e chiedere la sottomissione dei mongoli come stato vassallo. Il Khagan respinse in malo modo gli inviati Jīn, radunò il kuriltai (1211) e si preparò alla guerra, mentre i Jīn facevano lo stesso.
Gengis Khan penetrò nel territorio Jīn e li sconfisse nella battaglia di Yehuling in un passo di montagna a Zhangjiakou, puntando poi a sud, verso la capitale nemica, Zhongdu (occupante gli attuali distretti di Xicheng e Fengtai di Pechino), mentre il suo generale Jebe raggiungeva la Manciuria e conquistava Mukden (odierna Shenyang), unendosi alle forze del khan dei Kitai, Liu-ke, che dichiarò fedeltà a Gengis (1212) misconoscendo il vassallaggio ai Jīn.

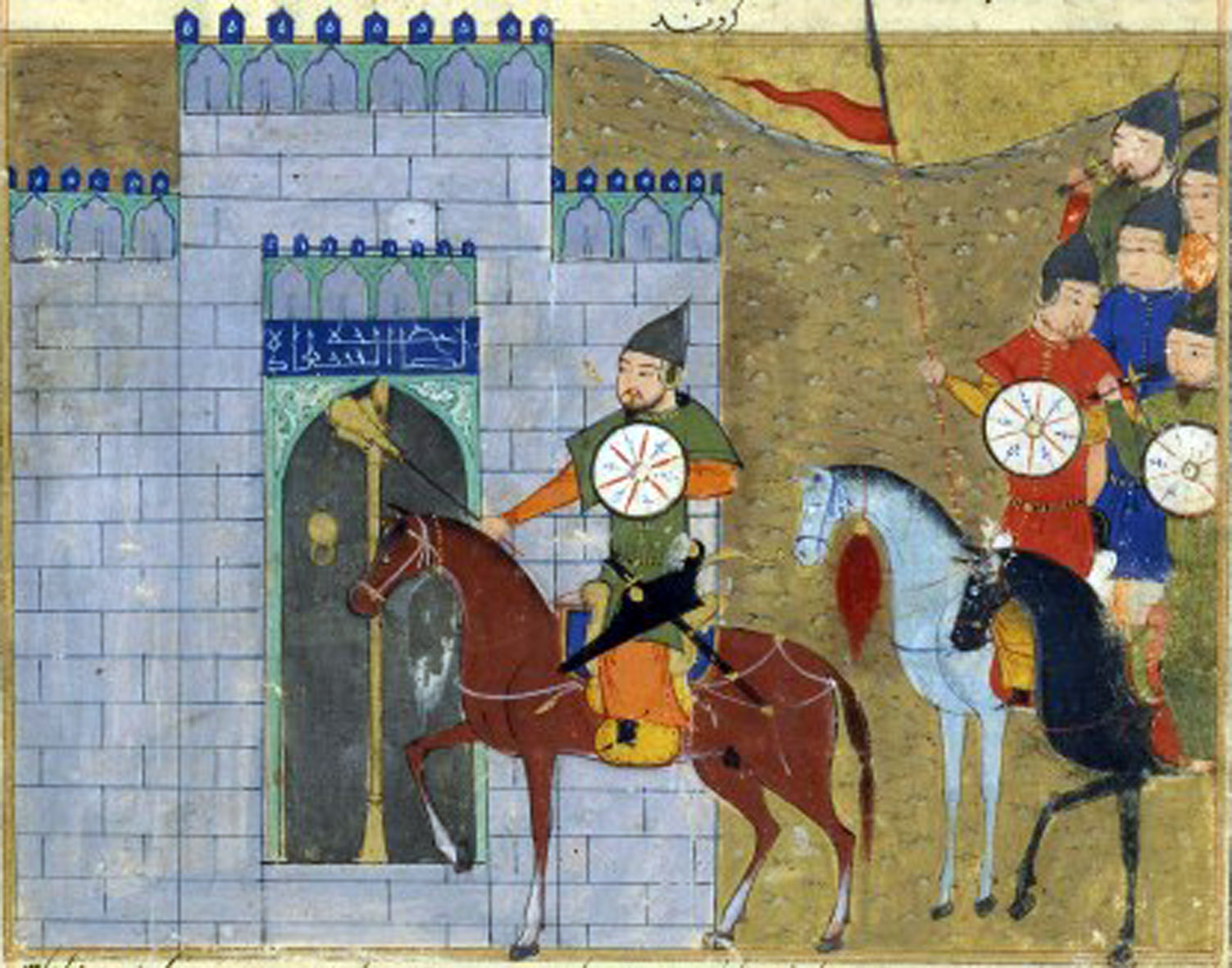
L'assedio di Zhongdu (odierna Pechino) nel 1213-1214.

Nel 1213, i generali Jurchen Li Ying, Li Xiong ed altri riunirono una milizia di oltre 10 000 uomini che iniziò a molestare i mongoli che però seguitarono a sconfiggere in campo aperto le armate regolari Jīn, conquistando il Passo Juyong e il Passo Zijing in novembre, potendo così occupare il territorio all'estremo sud della Grande Muraglia. Fino all'inizio del 1214, i mongoli saccheggiarono l'intera pianura della Cina settentrionale, poi Gengis Khan raggiunse Zhongdu. Il generale Jurchen Heshilie Zhizhong aveva nel frattempo assassinato l'imperatore Wanyan Yongji ed intronizzato il di lui nipote Xuanzong. Quando i mongoli assediarono Zhongdu, il governo Jīn accettò di diventare uno stato tributario dell'Impero mongolo, pagò un pesante tributo e offrì la principessa Qiguo, figlia di Wanyan Yongji, al Khagan che la prese come concubina. Mentre i mongoli si ritiravano, Li Ying pianificò di attaccarli ma Xuanzong lo neutralizzò con l'aiuto del generale Zhuhu Gaoqi e spostò la capitale da Zhongdu a Bianjing (attuale Kaifeng, nel Henan). Da quel momento in poi, i Jīn furono rigorosamente sulla difensiva.
Spostatasi la corte, Zhongdu cadde nel caos tanto che uno degli eserciti Jīn disertò ai mongoli e lanciò un attacco alla ex-capitale. Gengis Khan fu lesto ad approfittarne, inviando truppe al comando dei disertori Kitai Shimo Ming'an, Yelü Ahai e Yelü Tuhua, mentre Xuanzong spediva rinforzi a nord che non riuscirono a salvare Zhongdu dalla conquista (1º giugno 1215). I mongoli procedettero allora a sradicare sistematicamente ogni resistenza nelle province di Shanxi, Hebei e Shandong (1217-1223), mentre Gengis Khan rivolgeva la sua attenzione alle campagne in corso in Asia centrale e in Persia.
Nel 1223, il generale mongolo Mukhali colpì gli Jurchen nello Shaanxi, attaccando Chang'an, ma l'assedio si risolse con un nulla di fatto, Mukhali morì di malattia, i suoi uomini si ritirarono e le truppe Xia disertarono, dimostrando che la loro fedeltà iniziava a vacillare (v.si seguito).
I soldati Cherik erano soldati non nomadi nell'esercito mongolo. I disertori Jin e i coscritti cinesi Han furono reclutati in nuovi eserciti formati dai mongoli mentre distruggevano la dinastia Jin. Un ruolo fondamentale nella sconfitta dei Jin è stato svolto dalle forze cherik cinesi Han. I disertori cinesi Han guidati dal generale Liu Bolin difendevano Tiancheng dai Jin nel 1214 mentre Gengis Khan era impegnato a tornare a nord. Nel 1215 Xijing cadde sotto l'esercito di Liu Bolin. Le forze originali Han cherik furono create nel 1216 e Liu Bolin fu nominato loro ufficiale principale. Mentre le truppe Han continuavano a disertare dai Jin ai Mongoli, le dimensioni delle forze Han cherik aumentavano e dovevano essere divise tra diverse unità. I soldati Han costituivano la maggior parte dell'esercito del Khitan Yelu Tuhua, mentre i soldati Juyin di Zhongdu costituivano l'esercito di Chalaer e Khitan l'esercito di Uyar. Chalaer, Yelu Tuhua e Uyar guidarono tre eserciti cherik nel nord della Cina sotto il comandante mongolo Muqali oltre ai suoi eserciti tamma nel 1217-1218.

### Seconda campagna contro gli Xia occidentali (1225-1227)
Dopo la loro sconfitta, gli Xia occidentali servirono come fedeli vassalli dell'Impero mongolo per quasi un decennio, aiutando i mongoli nella loro guerra contro la dinastia Jin. Nel 1219, Gengis Khan lanciò una campagna contro la Corasmia turco-musulmana in Asia centrale e chiese aiuto militare a Xia occidentale. Tuttavia, l'imperatore di Xia rifiutò di prendere parte alla campagna, affermando che se Gengis avesse avuto troppe poche truppe per attaccare la Dinastia anushtiginide, allora non avrebbe potuto rivendicare il potere supremo. Infuriato, il Khagan giurò vendetta e partì alla volta della Corasmia, mentre gli Xia s'abboccavano con i Jīn e i Song contro di lui.
Assoggettata la Corasmia nel 1221, Gengis preparò i suoi eserciti per punire i Tanguti e nel 1225 li attaccò con una forza di circa 180 000 uomini. Dopo aver preso Khara-Khoto, i mongoli iniziarono una costante avanzata verso sud. Asha, comandante delle truppe Xia occidentali, non poteva permettersi di incontrare i mongoli poiché avrebbe comportato un'estenuante marcia verso ovest dalla capitale Yinchuan attraverso 500 chilometri di deserto, e così i mongoli avanzarono costantemente di città in città. Infuriato per la feroce resistenza di Xia occidentale, Gengis ne devastò le campagne in una guerra di annientamento e ordinò ai suoi generali di distruggere sistematicamente città e guarnigioni mentre procedevano. Gengis divise il suo esercito e inviò il generale Subedei a prendersi cura delle città più occidentali, mentre la forza principale sotto il Khagan si spostò a est nel cuore dell'Impero Xia occidentale e prese Ganzhou, risparmiata dalla distruzione dopo la sua cattura solo perché città-natale di Chagaan, comandante della guardia di Gengis.
Nell'agosto del 1226, le truppe mongole si avvicinarono a Wuwei, la seconda città più grande dell'impero Xia occidentale, che si arrese senza opporre resistenza per sfuggire alla distruzione. Nell'autunno del 1226, Gengis prese Liangchow, attraversò il deserto dei Monti Helan e in novembre pose l'assedio a Lingwu, a soli 30 km da Yinchuan. Qui, nella battaglia del fiume Giallo, lo Xia occidentale condusse un contrattacco con una forza stimata di oltre 300 000 soldati, ingaggiando le forze mongole lungo le rive del fiume ghiacciato e dei sistemi di canali.
Gengis raggiunse Yinchuan nel 1227, pose l'assedio alla città e lanciò contestualmente diverse offensive contro i Jīn per impedire loro di inviare rinforzi a Xia occidentale, con una forza che arrivò fino a Kaifeng, la capitale degli Jurchen. Yinchuan rimase assediato per circa sei mesi, dopodiché Gengis aprì i negoziati di pace mentre pianificava segretamente di uccidere l'imperatore e continuava le operazioni militari intorno alle montagne Liupan vicino a Guyuan, rifiutava un'offerta di pace dei Jīn ed anzi pianificava d'invaderne le terre al confine con i Song. Tuttavia, nell'agosto del 1227, Gengis morì per una causa storicamente incerta e, per non mettere a repentaglio la campagna in corso, la sua morte fu tenuta segreta. Nel settembre 1227, l'ultimo imperatore Xia, Mozhu, si arrese ai mongoli e fu prontamente giustiziato. I mongoli quindi saccheggiarono senza pietà Yinchuan, massacrandone la popolazione, saccheggiandone le tombe imperiali ed annientando la memoria storica dello stato di Xia occidentale.

### Seconda campagna contro i Jīn (1229-1234)

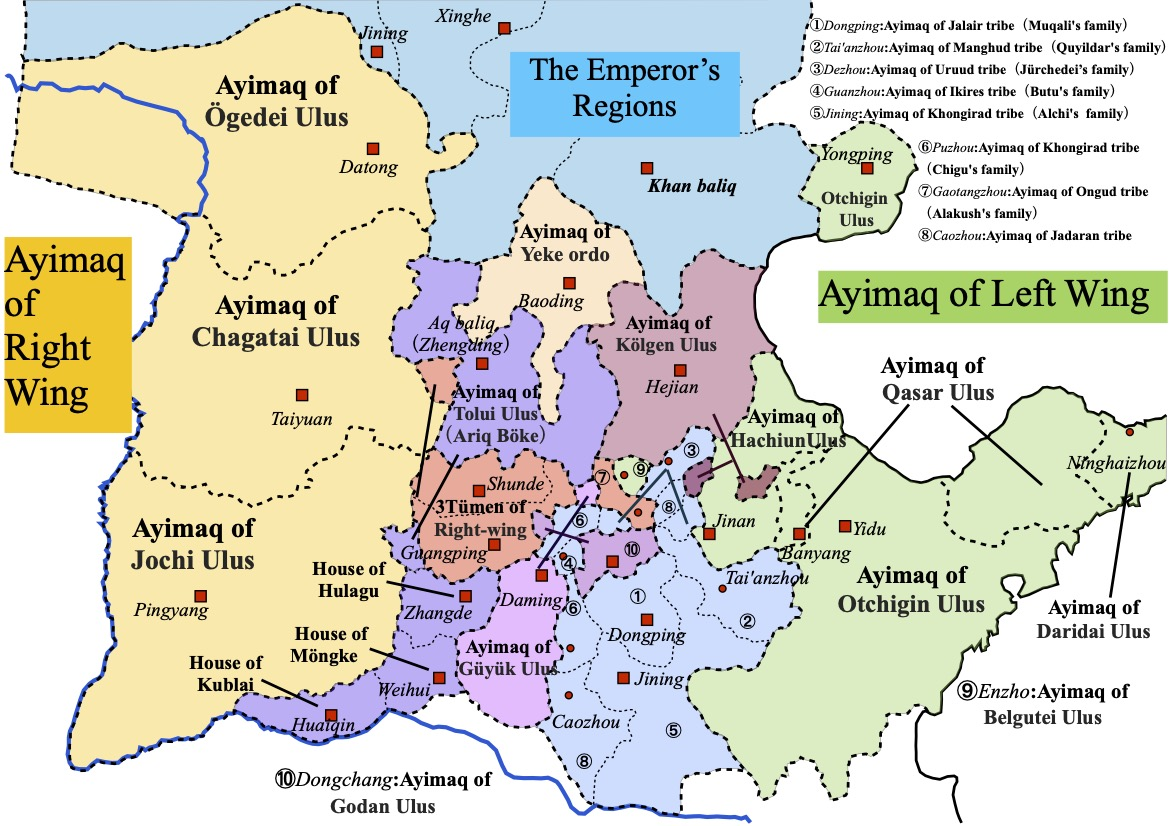
Ayimaq dell'Impero mongolo nel nord della Cina

Dopo il sacco di Yanjing, i Jīn trasferirono la loro capitale a Kaifeng ed intavolarono trattative di pace con i mongoli. Ögödei Khan (r. 1229-1241), succeduto al padre Gengis quale Khagan nel 1229, rifiutò le profferte di pace dei Jīn e gli Jurchen contraccambiarono uccidendo gli inviati mongoli.
La città cadde durante l'assedio di Kaifeng nel 1232. L'imperatore Aizong fuggì nella città di Caizhou. Successivamente, il generale cinese Han Shi Tianze guidò le truppe per inseguire l'imperatore Aizong mentre si ritirava e distrusse un esercito Jin di 80 000 uomini guidato da Wanyan Chengyi (完顏承裔) a Pucheng (蒲城). La dinastia Jin crollò dopo l'assedio di Caizhou nel 1234. Lo Xia orientale, un regno di breve durata che dichiarò l'indipendenza da Jin nel 1215, fu conquistato nel 1233 .

### Prima campagna contro i Song meridionali (1235-1248)
Dal 1235, il generale mongolo Kuoduan Hequ iniziò ad attaccare la regione del Sichuan attraverso la pianura di Chengdu. L'occupazione di questa regione era stata spesso un passo importante per la conquista del sud. L'importante città di Xiangyang, porta d'accesso alla pianura dello Yangtze, difesa dal generale Song Cao Youwen, capitolò nel 1236. A est, nel frattempo, i generali Song Meng Gong e Du Guo resistettero alla pressione dei mongoli di Kouwen Buhua perché le principali forze mongole si stavano muovendo in quel momento verso l'Europa. Nel Sichuan, il governatore Yu Jie adottò il piano dei fratelli Ran Jin e Ran Pu per fortificare dei capisaldi nelle zone montuose, come Diaoyucheng (odierna Hechuan/Sichuan). Yu Jie fu così in grado di mantenere il Sichuan per altri dieci anni. Nel 1239, il generale Meng sconfisse i mongoli e riconquistò Xiangyang, riaprendo la contesa per il Sichuan contro i barbari. L'unico guadagno permanente per l'orda fu Chengdu, conquistata nel 1241. Nell'area del fiume Huai, i comandanti mongoli rimasero sulla difensiva, conquistando poche grandi città Song, sebbene la regina-reggente Töregene Khatun (r. 1241-1246) prima ed il Khagan Güyük (r. 1246-1248) poi seguitassero ad ordinare ai loro generali di attaccare i cinesi. Quando Töregene inviò dei diplomatici a negoziare la pace, i Song li imprigionarono ed i mongoli risposero invadendo il Sichuan (1242). Il comando delle operazioni fu affidato al generale del tumen cinese Zhang Rou ed a Chagaan, un disertore Xia salito nei ranghi dell'esercito mongolo ai tempi di Gengis Khan. Dopo gli iniziali saccheggi mongoli, i Song inviarono una delegazione per negoziare un cessate il fuoco e, a tregua concordata, Chagaan e Zhang Rou tornarono a nord.

### Conquista del regno di Dalì (1253-1256)

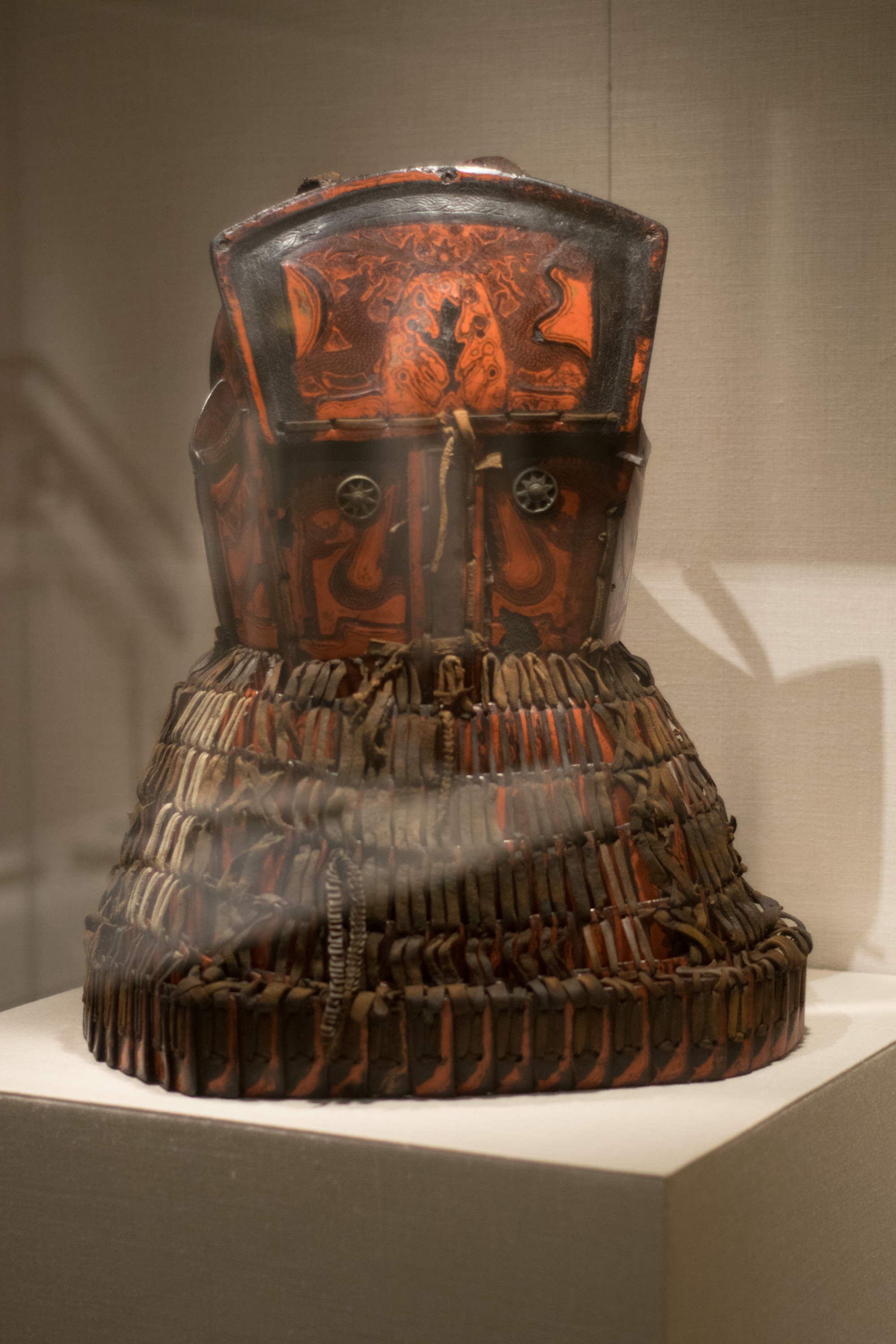
Armatura laccata del Regno di Dali.

Khagan Munke (r. 1251-1256) inviò il fratello Kublai Khan nel Regno di Dali nel 1253 per assoggettarlo a danno dei Song, ai quali i Bai di Dali fornivano cavalli in cambio seta, argento e sale. La corte di Dali era dominata dalla famiglia Gao, alleata ai Song ed ostile ai Mongoli di cui faceva assassinare gli inviati. Come di consueto, i mongoli invasero Dali dividendo l'armata in tre ali: una cavalcò verso est, nel bacino del Sichuan; la seconda, al comando di Uryankhadai, figlio di Subedei, prese la difficile strada delle montagne del Sichuan occidentale; mentre Kublai portò la terza ala a sud, lungo le praterie, incontrandosi con la prima colonna. Uryankhadai seguitò ad avanzare da solo, calando su Dali da nord, lungo la riva del Lago Erhai, ma la città fu presa da Kublai che risparmiò i residenti nonostante l'uccisione dei suoi ambasciatori. Il re di Dali, Duan Xingzhi (段興智T), disertò ai Mongoli che usarono le sue truppe per assoggettare il resto dello Yunnan, lo confermarono sul trono come maragià e l'affiancarono ad un commissario per la pacificazione. Dopo la partenza di Kublai, scoppiarono disordini tra i Black Jang (uno dei principali gruppi etnici del regno di Dali). Nel 1256 Uryankhadai aveva completamente pacificato lo Yunnan. Nel 1273, Kublain riformò la provincia e l'affidò al semu Ajall Shams al-Din Omar quale governatore. Il capoluogo della provincia fu portato nell'odierna Kunming e la città di Dali entrò in una fase di declino.
La famiglia Duan (originariamente di etnia Han e proveniente da Wuwei nel Gansu) avrebbe governato ancora Dali in modo relativamente indipendente durante la dinastia Yuan, venendo aboliti dai Ming. Il controllo su Dali fu fondamentale per i Mongoli per l'organizzazione delle loro campagne contro Burma.
I capi Tusi, i capi tribù locali e i regni nello Yunnan, Guizhou e Sichuan si sottomisero al dominio Yuan e furono autorizzati a mantenere i loro titoli. La famiglia Han cinese Yang che governava il Dominio di Bozhou, riconosciuto dalla dinastia Song e dalla dinastia Tang, ricevette anche il riconoscimento dai mongoli Yuan e successivamente dai Ming. Il clan Luo a Shuixi, guidato da Ahua, era riconosciuto dagli imperatori Yuan, così come lo erano dagli imperatori Song quando erano guidati dagli imperatori Pugui e Tang quando erano guidati da Apei. Discendevano dal re Huoji del Regno Shu che aiutò Zhuge Liang contro Meng Huo. Furono riconosciuti anche dai Ming.

### Conquista della Cina sudoccidentale
Molti domini e regni Tusi nella Cina sudoccidentale che esistevano prima delle invasioni mongole furono autorizzati a mantenere la loro integrità come vassalli della dinastia Yuan dopo la resa, incluso il Regno di Dali, la famiglia cinese Han Yang che governava il Dominio di Bozhou con la sua sede al castello Hailongtun, il Dominio di Lijiang, il Dominio di Shuidong, il Dominio di Sizhou, il Dominio di Yao'an, il Dominio di Yongning e Mu'ege. Così come la dinastia Goryeo e il regno di Qocho.
I nobili cinesi Han mantennero i loro titoli di Duchi Yansheng e Maestri Celestiali già riconosciuti dalle precedenti dinastie imperiali cinesi.

### Seconda campagna contro i Song meridionali (1251-1260)
Gli attacchi mongoli ai Song s'intensificarono con l'elezione di Möngke a Khagan nel 1251, che iniziò a dirottare nel conflitto cinese le risorse precedentemente impiegate dai gengiscanidi in Occidente. La forza mongola che invase la Cina meridionale era di gran lunga maggiore della forza che inviarono per invadere il Medio Oriente nel 1256.
I mongoli hanno fatto un uso massiccio di soldati delle minoranze etniche indigene nel sud della Cina piuttosto che dei mongoli. L'esercito indigeno Cuan-Bo del Regno di Dali guidato dalla famiglia reale Duan era la maggior parte delle forze dell'esercito mongolo Yuan inviato ad attaccare Song China durante le battaglie lungo il fiume Yangtze. Durante un attacco mongolo contro la Song China, c'erano solo 3 000 cavalieri mongoli a un certo punto sotto il comandante mongolo Uriyangkhadai, la maggior parte del suo esercito era nativo Cuan-Bo con ufficiali Duan.
Mentre le forze mongole ebbero successo contro gli stati governati dai cinesi non Han di Jin e Xia, la conquista dei Song richiese molto più tempo. Le forze Song erano equipaggiate con la migliore tecnologia disponibile all'epoca, come un'ampia scorta di armi a polvere da sparo come lance da fuoco, razzi e lanciafiamme. La feroce resistenza delle forze Song portò i mongoli a dover combattere la guerra più difficile in tutte le loro conquiste, e i mongoli richiesero ogni vantaggio che potevano ottenere e "ogni artificio militare conosciuto a quel tempo" per vincere . Hanno guardato ai popoli che avevano già conquistato per acquisire vari vantaggi militari. Tuttavia, gli intrighi alla corte dei Song avrebbero favorito i mongoli.
Chagaan (Tsagaan) e il generale Han tumen Zhang Rou lanciarono insieme un attacco alla dinastia Song ordinato da Töregene Khatun. Dopo diverse guerre indecise, i mongoli attaccarono senza successo la guarnigione Song presso la fortezza di Diaoyu Hechuan quando il loro Gran Khan, Möngke, morì di colera o dissenteria . Tuttavia, il generale responsabile di questa difesa non è stato ricompensato, ma è stato invece punito dal tribunale di Song.  Scoraggiato, disertò verso i mongoli e suggerì al successore di Möngke, Kublai, che la chiave per la conquista di Song fosse la cattura di Xiangyang, una roccaforte vitale di Song. I mongoli circondarono rapidamente Xiangyang e sconfissero ogni tentativo di rafforzarlo compiuto dai Song. Dopo un assedio durato diversi anni e con l'aiuto dell'artiglieria musulmana creata da ingegneri iracheni, i mongoli costrinsero finalmente la città di Xiangyang ad arrendersi.
La morente dinastia Song inviò i suoi eserciti contro i mongoli a Yehue sotto l'incompetente cancelliere Jia Sidao. Com'era prevedibile, la battaglia fu un disastro. A corto di truppe e rifornimenti, la corte dei Song si arrese ai mongoli nel 1276.

### Terza campagna contro i Song meridionali (1260-1276)
Dopo che Kublai Khan fu eletto Khagan nel 1260, riuscì finalmente a sottomettere i Song, seppur a caro prezzo. Dal 1260 al 1264 dovette affrontare una fronda all'interno della dinastia guidata dal fratello minore, Arig Bek, già al comando del nord e di stanza nella capitale mongola di Karakorum. Lo scontro, noto come Guerra civile toluide, parte della più generale dissoluzione dell'Impero mongolo, si concluse con la sconfitta di Arig per opera di Kublai. In Cina, nel frattempo, moriva l'imperatore Lizong e la corona Song passava sul capo dell'inetto Duzong (r. 1264-1274) che si disinteressò degli affari di stato e lasciò tutto nelle mani del cancelliere Jia Sidao. Kublai riaccese la contesa con i Song proprio a Diaoyucheng, nel Sichuan, nel 1265, sconfiggendovi le forze cinesi, sia di terra sia di mare, e catturando più di 100 navi.

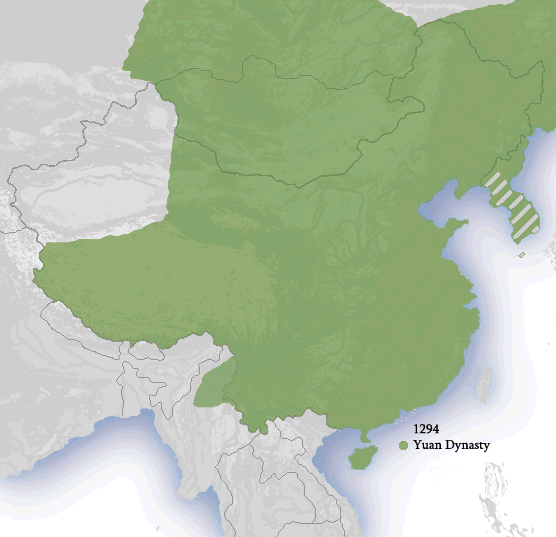
La dinastia Yuan sotto Kublai Khan dopo la conquista della dinastia Song meridionale.

I mongoli, a questo punto, come osservato dalla storica Patricia Buckley Ebrey, in netta controtendenza con quanto fatto sia con la famiglia reale Wanyan degli Jurchen-Jīn sia con la famiglia reale Tangut degli Xia Occidentali, sistematicamente braccate, massacrate ed eradicate, mostrarono grande indulgenza nei confronti della famiglia reale Zhao degli Han-Song: ne risparmiarono i membri catturati nella capitale (Hangzhou), come l'imperatore Gond Di e la madre, unitamente ai civili che vi risiedevano, né saccheggiarono la città che anzi fu libera di proseguire nei suoi affari mentre l'apparato burocratico Song veniva assorbito dagli Yuan. I mongoli non presero per sé le donne del palazzo Song meridionale ed anzi le fecero sposare ad artigiani cinesi Han di Shangdu. Kublai Khan concesse persino una principessa mongola dei Borjigin in moglie a Gong Di e dall'unione nacque un figlio, Zhao Wanpu. Membri della ex-famiglia imperiale Song continuarono a vivere presso la corte di Kublai: Gond Di, Zhao Mengfu (intervistato personalmente da Kublai) e Zhao Yong e tale pratica fu chiamata 二王三恪.
Con il desiderio di governare tutta la Cina, Kublai fondò la dinastia Yuan e divenne imperatore della Cina. Tuttavia, nonostante la cattura e la resa della corte di Song, focolai di resistenza persistevano. La resistenza cinese durò ancora per qualche anno mentre i lealisti di Song si organizzarono attorno a un giovane imperatore impotente, fratello dell'ultimo imperatore Song formale. Nel tentativo di restaurare la dinastia Song, diversi funzionari Song istituirono un governo nel Guangdong, a bordo delle navi della vasta marina Song, che manteneva ancora oltre mille navi (che poi trasportavano l'esercito Song, che era stato costretto dall'esercito mongolo fuori terra su queste navi da guerra Song). Rendendosi conto di ciò, nel 1279 Kublai inviò la sua flotta a ingaggiare la flotta Song nella battaglia di Yamen nelle acque al largo della moderna Hong Kong, ottenendo una vittoria decisiva in cui l'ultimo imperatore Song Bing di Song ei suoi fedeli funzionari si suicidarono. Questo è stato l'ultimo grande scontro militare della conquista mongola dei Song nella Cina meridionale.

### Resistenza cinese in Vietnam contro i mongoli
Gli antenati del clan Trần provenivano dalla provincia del Fujian e successivamente migrarono a Đại Việt sotto Trần Kinh (陳京 Chén Jīng), l'antenato del clan Trần. I loro discendenti, i successivi sovrani di Đại Việt che erano di discendenza di sangue misto, fondarono in seguito la dinastia Trần, che governò il Vietnam (Đại Việt). Nonostante molti matrimoni misti tra i Trần e diversi membri della dinastia Lý insieme a membri della loro corte imperiale come nel caso di Trần Lý e Trần Thừa, alcuni dei discendenti a sangue misto della dinastia Trần e alcuni membri del clan erano ancora in grado di parlare cinese come quando un inviato della dinastia Yuan ebbe un incontro con il principe Trần di lingua cinese Trần Quốc Tuấn nel 1282.
Il professor Liam Kelley ha osservato che persone della dinastia Song cinese come Zhao Zhong e Xu Zongdao sono fuggite nel Vietnam governato dalla dinastia Tran dopo l'invasione mongola della Song e hanno aiutato i Tran a combattere contro l'invasione mongola. Gli antenati del clan Tran provenivano dall'odierna provincia del Fujian, così come il religioso taoista Xu Zongdao che registrò l'invasione mongola e li chiamò "banditi del nord". Ha citato il Đại Việt Sử Ký Toàn Thư che diceva "Quando i Song [dinastia] fu persa, la sua gente venne da noi. Nhật Duật li accolse. C'era Zhao Zhong che serviva come sua guardia personale. Pertanto, tra i successi nello sconfiggere gli Yuan [vale a dire, i mongoli], Nhật Duật ha avuto il massimo." I Tran sconfissero le invasioni mongole del Vietnam .
Ufficiali militari e funzionari civili cinesi della Song meridionale partirono per paesi d'oltremare, andarono in Vietnam e si sposarono con l'élite al potere vietnamita e andarono a Champa per servire il governo lì come registrato da Zheng Sixiao. I soldati dei Song meridionali facevano parte dell'esercito vietnamita preparato dall'imperatore Trần Thánh Tông contro la seconda invasione mongola.

## Conseguenze

### Impatto demografico del conflitto prolungato
Secondo Diana Lary, le invasioni mongole hanno indotto lo sfollamento della popolazione «su una scala mai vista prima» in Eurasia, ma soprattutto in Cina, dove la massiccia migrazione verso sud dei profughi della Cina settentrionale è riuscita di fatto a unire le parti meridionale e settentrionale della Cina, una conseguenza storica inaspettata. La Cina ha subito un drastico calo della popolazione nel XIII e XIV secolo. Prima dell'invasione mongola, le dinastie cinesi avrebbero avuto circa 120 milioni di abitanti; dopo che la conquista fu completata nel 1279, il censimento del 1300 riportava circa 60 milioni di persone. Sebbene sia allettante attribuire il principale declino esclusivamente alla ferocia mongola, gli studiosi ora hanno sentimenti contrastanti sull'argomento. La Cina meridionale potrebbe rappresentare 40 milioni di persone non registrate che, senza passaporto, non sarebbero apparse nel censimento.  Intere popolazioni contadine che si uniscono o si arruolano per il lavoro potrebbero comportare una grande riduzione della popolazione a causa della scarsità di cibo.
Studiosi come Frederick W. Mote sostengono però che l'ampio calo dei numeri riflette un fallimento amministrativo dei registri, piuttosto che una diminuzione de facto, ma altri, come Timothy Brook, sostengono che i mongoli abbiano creato un sistema di asservimento di un'enorme porzione di la popolazione cinese, causando la totale scomparsa di molti dal censimento.
James Waterson ha messo in guardia dall'attribuire semplicisticamente il calo demografico nella Cina settentrionale del XIII secolo al massacro indiscriminato operato dai Mongoli, poiché gran parte della popolazione potrebbe essersi trasferita nella Cina meridionale sulla scia dei Song o essere morta di malattie e carestia poiché le infrastrutture agricole e urbane della città erano state distrutte. I mongoli usavano infatti risparmiare le città dal massacro e dal saccheggio in caso di resa, come fatto a Kaifeng, durante la campagna contro i Jin, ceduta a Subedei da Xu Li, o Yangzhou, ceduta a Bayan dal secondo in comando di Li Tingzhi dopo che Li Tingzhi fu giustiziato dai Song, e Hangzhou, risparmiata dal saccheggio quando si arrese a Kublai Khan. I soldati cinesi Han e Kitai disertarono in massa a favore di Gengis Khan quando avvio la campagna contro gli Jurchen Jin. Le città che si arresero furono sempre risparmiate dal saccheggio e dal massacro da Kublai Khan. I Kitai lasciarono con riluttanza la loro patria in Manciuria quando i Jin trasferirono la loro capitale principale da Pechino a Kaifeng, nel sud, e disertarono quindi ai mongoli.
Molti cinesi di etnia Han furono ridotti in schiavitù durante l'invasione mongola della Cina vera e propria. Secondo gli storici giapponesi Sugiyama Masaaki e Funada Yoshiyuki, c'erano anche un certo numero di schiavi mongoli di proprietà dei cinesi Han durante la dinastia Yuan. Tuttavia, non ci sono prove che i cinesi Han, che secondo alcuni ricercatori erano considerati persone dell'ultimo ceto sociale della società Yuan, abbiano subito abusi particolarmente crudeli.

### Soldati e tecnologie cinesi nell'esercito mongolo
Durante le loro campagne, l'Impero mongolo reclutò molte nazionalità nella loro guerra, come quelle dell'Asia centrale e orientale. I mongoli impiegarono truppe cinesi, specialmente quelle che usavano catapulte e polvere nera per aiutarli in altre conquiste. Oltre alle truppe, molti studiosi (religiosi e medici) ed artigiani cinesi accompagnarono i comandanti mongoli a ovest, dopo essere stati deportati dal Nord della Cina. I gengiscanidi infatti apprezzavano le persone con abilità specializzate e le risparmiavano dai massacri.
La capacità di produrre ghisa abbastanza resistente per sparare oggetti con polvere da sparo era disponibile per i cinesi durante la dinastia Song ed è stata adottata dalle dinastie Liao, Jin e Yuan.
Durante l'invasione della Transoxiana nel 1219, insieme alla principale forza mongola, Gengis Khan usò in battaglia un'unità catapulta specializzata cinese. Furono nuovamente usati in Transoxania nel 1220. I cinesi potrebbero aver usato le catapulte per lanciare bombe a polvere da sparo, dal momento che le avevano già in quel momento (sebbene ci fossero anche altri ingegneri e tecnologie d'assedio usati nelle campagne). Mentre Gengis Khan stava conquistando la Transoxania e l'Asia centrale, diversi cinesi che avevano familiarità con la polvere da sparo prestavano servizio con l'esercito di Gengis. "Interi reggimenti" interamente fatti di cinesi furono usati dai mongoli per comandare i trabucchi lanciabombe durante l'invasione dell'Iran. Gli storici hanno suggerito che l'invasione mongola avesse portato armi cinesi a polvere da sparo in Asia centrale. Uno di questi era l'huochong, un mortaio cinese. I libri scritti in seguito nell'area descrivevano l'uso di armi a polvere da sparo che assomigliavano a quelle della Cina.
Mille squadre di ingegneri della Cina settentrionale accompagnarono il mongolo Hulagu Khan durante la sua conquista del Medio Oriente. 1 000 cinesi parteciparono all'assedio di Baghdad (1258). Il generale cinese Guo Kan era uno dei comandanti durante l'assedio e nominato governatore di Baghdad dopo la presa della città. Secondo Ata-Malik Juvayni durante l'assalto al forte degli Assassini di Alamut, furono usate armi d'assedio costruite da "Khitayan" simili a balestre. "Khitayan" significava cinese ed era un tipo di arcuballista, schierato nel 1256 sotto il comando di Hulagu. Le pietre furono buttate giù dal castello ei bulloni "bruciarono" un gran numero di Assassini. Potrebbero sparare a una distanza di circa 2 500 passi. Il dispositivo è stato descritto come un arco di bue. La pece che è stata accesa sul fuoco è stata applicata ai bulloni dell'arma prima di sparare. Un altro storico pensa che invece la polvere da sparo potrebbe essere stata legata ai bulloni che hanno causato le ustioni durante la battaglia registrata da Juvayini.
Molti cinesi Han, oltre ai Kitai, disertarono ai mongoli per combattere contro la dinastia Jin. Due leader cinesi Han, Shi Tianze e Liu Heima (劉黑馬), e il Khitan Xiao Zhala (蕭札剌) disertarono e comandarono i tre tumen dell'esercito mongolo. Liu Heima e Shi Tianze servirono il successore di Gengis Khan, Ögedei Khan. Liu Heima e Shi Tianxiang guidarono gli eserciti contro lo Xia occidentale per conto dei mongoli. C'erano quattro tumen Han e tre tumen Khitan, con ogni tumen composto da 10 000 truppe. I tre generali Khitan Shimo Beidi'er (石抹孛迭兒), Tabuyir (塔不已兒) e Xiao Zhongxi (蕭重喜; figlio di Xiao Zhala) comandavano i tre tumen Khitan e i quattro generali Han Zhang Rou (張柔), Yan Shi (嚴實), Shi Tianze e Liu Heima comandavano i quattro Han tumen sotto Ögedei Khan. Shi Tianze, Zhang Rou, Yan Shi e altri cinesi Han che prestarono servizio nella dinastia Jin e disertarono ai mongoli aiutarono a costruire la struttura per l'amministrazione del nuovo stato mongolo. I mongoli ricevettero defezioni dai cinesi Han e dai Khitan mentre i Jin furono abbandonati dai loro stessi ufficiali Jurchen. Il matrimonio interetnico tra Han e Jurchen divenne comune in questo momento. Il padre del generale cinese Han Shi Tianze, Shi Bingzhi (史秉直, Shih Ping-chih) era sposato con una donna Jurchen Shi Tianze era sposato con due donne Jurchen (Mo-nien e Na-ho), una donna cinese Han (Shi), e una donna coreana (Li), e suo figlio Shi Gang è nato da una delle sue mogli Jurchen e la famiglia ha servito lo Yuan in modo prominente. e Shi Gang sposò una donna Kerait, i Kerait erano un popolo turco mongolificato e parte della "nazione mongola".
I primi eserciti Han nell'esercito mongolo furono quelli guidati da singoli ufficiali disertori. C'erano 1 000 truppe Han (cinesi) ciascuna in 26 unità che costituivano tre tumed disposte da Ogedei Khan su un sistema decimale. L'ufficiale Han Shi Tianze, l'ufficiale Han Liu Ni e l'ufficiale Khitan Xiao Chala, tutti e tre i quali hanno disertato verso i mongoli dai Jin, guidarono questi tre tumed. Chang Jung, Yen Shi e Chung Jou guidarono tre tumed aggiuntivi che furono creati prima del 1234. I disertori Han furono chiamati "Armata Nera" (Hei Jun) dai Mongoli prima del 1235. Un "Nuovo esercito" (Xin Jun) basato sulla fanteria fu creato dopo che i mongoli ricevettero 95 000 soldati Han aggiuntivi attraverso la coscrizione una volta che i censimenti del 1236 e del 1241 furono presi dopo che i Jin furono schiacciati. Le forze Han cherik furono usate per combattere la rivolta di Li Tan nel 1262. Il New Army e l'Armata Nera avevano incarichi di ufficiali ereditari come lo stesso esercito mongolo.
La dinastia Yuan un "Esercito Han" (漢軍) dalle truppe di disertori Jīn e un "Esercito appena sottomesso" (新附軍) dai disertori Song. Questi ultimi ricevettero donne coreane come mogli dai mongoli, prese come bottino di guerra durante la loro invasione della Corea, oltre a buoi, vestiti e terra. Come premio per le vittorie sul campo di battaglia, le terre sezionate come appannaggi furono consegnate da Kublai agli ufficiali cinesi che disertarono dalla parte dei mongoli, ricorrendo al sistema mongolo del juntun, un tipo di terreno agricolo militare.
Gli alani furono reclutati nelle forze mongole con un'unità chiamata "Right Alan Guard" che era combinata con soldati "recentemente arresi", mongoli e soldati cinesi di stanza nell'area dell'ex Regno di Qocho ea Besh Balikh i mongoli stabilirono un cinese colonia militare guidata dal generale cinese Qi Kongzhi (Ch'i Kung-chih).
Contro gli Alani e i Cumani (Kipchak), i Mongoli usarono la tattica del divide et impera: prima i Mongoli dissero ai Cumani di smettere di allearsi con gli Alani e poi, dopo che i Cumani seguirono il loro suggerimento, i Mongoli sconfissero gli Alani e poi attaccato i Cumani. Le guardie Alan e Kipchak furono usate da Kublai Khan. Nel 1368 alla fine della dinastia Yuan in Cina Toghan Temür fu accompagnato dalle sue fedeli guardie Alan. "Mangu arruolò nella sua guardia del corpo metà delle truppe del principe Alan, Arslan, il cui figlio minore Nicholas prese parte alla spedizione dei mongoli contro Karajang (Yunnan). Questa guardia imperiale alana esisteva ancora nel 1272, 1286 e 1309, ed era divisa in due corpi con quartier generale nella provincia di Ling pei (Karakorúm)." Gli alani furono convertiti al cristianesimo cattolico romano così come gli armeni in Cina da Giovanni da Montecorvino.

### Esplicative
1. ↑  Gli Xia Occidentali costruirono la muraglia, nota come "Muraglia di Gengis Khan", e le fortezze sul confine della Mongolia Esterna - v.si (EN) A.A. Kovalev e D Erdenebaatar, The northern border of the Tangut state, XiXia: According to the archaeological evidence and written sources, in The Archaeological Journal of Kanazawa University, n. 80, 2021,  pp. 49-77.
2. ↑  Nicolle e Hook 1998, p. 57.
«Da parte sua Kublai si dedicò totalmente all'impresa, ma quella doveva comunque essere la guerra più dura per i mongoli. I cinesi Sung si dimostrarono i nemici più resistenti. La Cina meridionale non era solo densamente popolata e piena di città fortemente fortificate. Era anche una terra di catene montuose e di ampi corsi d'acqua veloci.»
3. ↑  (EN) L. Carrington Goodrich, ill.,  p. 173, ISBN 0-486-42488-X,  https://books.google.com/books?id=BZf_L1V7NLUC&pg=PA173.
«Indubbiamente in Cina i Mongoli incontrarono un’opposizione più ostinata e una difesa migliore di quella mostrata da tutti gli altri loro avversari in Europa e in Asia. Avevano bisogno di tutti gli artifici militari conosciuti a quel tempo, poiché dovevano combattere su terreni difficili per i loro cavalli, in regioni infestate da malattie mortali per gran parte delle loro forze e su barche alle quali non erano abituati.»
4. ↑  (EN) Diana Lary, Chinese Migrations: The Movement of People, Goods, and Ideas over Four Millennia, Rowman & Littlefield, 2012,  pp. 53-55, ISBN 9780742567658.
«In Cina poco dopo ci furono massicci movimenti di profughi verso sud, poiché i mongoli entrarono in Cina dal nord. I movimenti di fuga dei mongoli furono infruttuosi nella fuga dai mongoli, che presto portarono tutta la Cina sotto il loro controllo, ma i movimenti dei rifugiati accelerarono il processo delle popolazioni del nord che riempivano le terre a sud dello Yangzi. La conquista mongola ebbe l'inaspettata conseguenza di consolidare l'insediamento settentrionale a sud.»
5. ↑  (EN) Kenneth Warren Chase, ill.,  p. 58, ISBN 0-521-82274-2,  https://books.google.com/books?id=esnWJkYRCJ4C&pg=PA58.
«Gengis Khan organizzò un'unità di specialisti cinesi in catapulte nel 1214, e questi uomini formarono parte del primo esercito mongolo a invadere la Transoania nel 1219. Non era troppo presto per le vere armi da fuoco, e passarono quasi due secoli dopo che le bombe a polvere da sparo lanciate dalle catapulte avevano avuto luogo. stato aggiunto all'arsenale cinese. L'attrezzatura d'assedio cinese vide l'azione in Transoxania nel 1220 e nel Caucaso settentrionale nel 1239–40.»
6. ↑  Nicolle e Hook 1998, p. 86.
«Sebbene fosse lui stesso cinese, imparò il mestiere da suo padre, che aveva accompagnato Gengis Khan nella sua invasione della Transoxania musulmana e dell'Iran. Forse l’uso della polvere da sparo come propellente, in altre parole l’invenzione delle vere armi da fuoco, è apparso per la prima volta nel Medio Oriente musulmano, mentre l’invenzione della polvere da sparo stessa è stata una conquista cinese.»
7. ↑  (EN) Arnold Pacey, rist. ill.,  p. 46, ISBN 0-262-66072-5,  https://books.google.com/books?id=X7e8rHL1lf4C&pg=PA46.
«Durante il 1250, i Mongoli invasero l'Iran con "interi reggimenti" di ingegneri cinesi che azionavano trabucchi (catapulte) lanciando bombe a base di polvere da sparo. Il loro progresso fu rapido e devastante finché, dopo il sacco di Baghdad nel 1258, entrarono in Siria. Lì incontrarono un esercito islamico equipaggiato in modo simile e subirono la prima sconfitta. Nel 1291, lo stesso tipo di arma fu usata durante l'assedio di Acri, quando i crociati europei furono espulsi dalla Palestina.»
8. ↑  (EN) vol. 5, illustrated,  p. 474, ISBN 92-3-103876-1,  https://books.google.com/books?id=AzG5llo3YCMC&pg=PA474.
«In effetti, è possibile che i dispositivi per la polvere da sparo, compreso il mortaio cinese (huochong), avessero raggiunto l'Asia centrale attraverso i Mongoli già nel XIII secolo. Tuttavia il potenziale è rimasto inesplorato; anche l'uso dei cannoni da parte del sultano Husayn potrebbe aver avuto ispirazione ottomana.»
9. ↑  (EN) Arnold Pacey, reprint, illustrated,  p. 46, ISBN 0-262-66072-5,  https://books.google.com/books?id=X7e8rHL1lf4C&pg=PA46.
«La presenza di questi individui in Cina nel 1270 e il dispiegamento di ingegneri cinesi in Iran indicano che esistevano diversi percorsi attraverso i quali le informazioni sulle armi a polvere da sparo potevano passare dal mondo islamico alla Cina, o viceversa. Così, quando intorno al 1280 due autori della regione del Mediterraneo orientale scrissero libri sulle armi a polvere da sparo, non sorprende che descrissero bombe, razzi e lance da fuoco molto simili ad alcuni tipi di armi cinesi.»
10. ↑  (EN) Josef W. Meri, vol. 2,  p. 510, ISBN 0-415-96690-6,  https://books.google.com/books?id=H-k9oc9xsuAC&pg=PA510.
«Ciò richiedeva l'impiego di ingegneri impegnati in operazioni minerarie, per costruire macchine d'assedio e artiglieria e per inventare e utilizzare ordigni incendiari ed esplosivi. Ad esempio, Hulagu, che guidò le forze mongole in Medio Oriente durante la seconda ondata di invasioni nel 1250, aveva con sé un migliaio di squadre di ingegneri, evidentemente di provenienza cinese (Han settentrionale o forse Kitana).»
11. ↑  (EN) Gloria Skurzynski, This Is Rocket Science: True Stories of the Risk-Taking Scientists Who Figure Out Ways to Explore Beyond Earth, ill., National Geographic Books, 2010,  p. 1958, ISBN 978-1-4263-0597-9.
«Nel 1232 d.C. un esercito di 30 000 guerrieri mongoli invase la città cinese di Kai-fung-fu, dove i cinesi reagirono con frecce di fuoco [...] I leader mongoli impararono dai loro nemici e trovarono modi per rendere le frecce di fuoco ancora più letali durante la loro invasione diffuso verso l'Europa. Il giorno di Natale del 1241 le truppe mongole usarono frecce infuocate per catturare la città di Budapest in Ungheria e nel 1258 per catturare la città di Baghdad nell'attuale Iraq.»
12. ↑  (EN) Colin A. Ronan, vol. 5, ill.,  p. 250, ISBN 0-521-46773-X,  https://books.google.com/books?id=dwZzTvNwA84C&pg=PA250.
«Inoltre, molti cinesi parteciparono alla prima ondata della conquista mongola dell’Iran e dell’Iraq: un generale Han, Guo Kan, fu il primo governatore di Baghdad dopo la sua cattura nel 1258. Poiché i mongoli avevano l’abitudine di distruggere l’irrigazione e»
13. ↑  Original from the University of Michigan (EN) Thomas Francis Carter, 2ª ed.,  p. 174, ISBN 9780608113135,  https://books.google.com/books?id=NZRFAAAAMAAJ&q=Kuo+K%27an+Baghdad.
«Il nome di questo generale cinese era Kuo K'an (mongolo, Kuka Ilka). Comandò il fianco destro dell'esercito mongolo nella sua avanzata su Baghdad e rimase al comando della città dopo la sua resa. La sua vita in cinese è stata preservata.»
14. ↑  (EN) Thomas Francis Carter, 2ª ed., 1955,  p. 171, ISBN 9780608113135,  https://books.google.com/books?id=NZRFAAAAMAAJ&q=Hulagu%27s+Baghdad%2C5+irrigation.
«Le influenze cinesi si fecero presto sentire fortemente nei domini di Hulagu. Un generale Han fu nominato primo governatore di Baghdad5 e ingegneri cinesi furono impiegati per migliorare l’irrigazione del bacino del Tigri-Eufrate.»
15. ↑  (EN) Lillian Craig Harris, ill., 1993,  p. 26, ISBN 1-85043-598-7,  https://books.google.com/books?id=fmptAAAAMAAJ&q=guo+kan+Baghdad.
«Il primo governatore di Baghdad sotto il nuovo regime fu Guo Kan, un generale Han che aveva comandato il fianco destro dei mongoli durante l'assedio di Baghdad. I lavori di irrigazione nel bacino del Tigri-Eufrate furono migliorati da ingegneri cinesi.» (Original from the University of Michigan)

### Bibliografiche
1. ↑   imperialchina.org,  http://www.imperialchina.org/Xi-Xia.html.
2. ↑  (EN) Hugh D. Walker, Traditional Sino-Korean Diplomatic Relations : A Realistic Historical Appraisal, in Monumenta Serica, vol. 24, 1965,  pp. 155-161.
3. ↑  Lane 2004, p. 45.
4. ↑  Franke 1994, p. 233.
5. ↑  Wang 1993.
6. ↑  Bian 2005.
7. 1 2 3  May 2012, p. 1211.
8. ↑  Atwood 2004, p. 590.
9. 1 2  de Hartog 2004, p. 59.
10. ↑  Bor, p. 204.
11. ↑  Fitzhugh, Rossabi e Honeychurch 2009, p. 156.
12. ↑  Weatherford 2004, p. 85.
13. ↑  Man 2004, p. 133.
14. ↑   2004, ISBN 978-0-609-80964-8.
15. ↑  Storia segreta dei Mongoli.
16. ↑  Meng Ta Peu Lu, Aufzeichnungen über die Mongolischen Tatan von Chao Hung, 1221, p. 61.
17. ↑  Weatherford 2004, p. 95.
18. ↑  (EN) Christopher Pratt Atwood, Encyclopedia of Mongolia and the Mongol Empire, Facts on File, 2004,  p. 277, ISBN 9780816046713.
19. ↑  Weatherford 2004, p. 96.
20. ↑  (EN) Anne F. Broadbridge, Women and the Making of the Mongol Empire, ill., Cambridge University Press, 2018,  p. 94, ISBN 978-1108636629.
21. ↑  Franke 1994, p. 254.
22. ↑  Allsen 1994, p. 352.
23. ↑   illustrated, annotated,  p. 81, ISBN 978-1610693400,  https://books.google.com/books?id=4gB9DQAAQBAJ&pg=RA1-PA81.
24. 1 2  Kohn 2007, p. 205.
25. ↑  Man 2004, p. 160.
26. ↑  Dunnell 1994, p. 211.
27. 1 2 3  Ebrey 2012, p. 199.
28. ↑  Emmons 2012, p. 139.
29. ↑  Man 2004, p. 212.
30. ↑  Mote 1999, pp. 255-256.
31. 1 2  de Hartog 2004, p. 134.
32. 1 2  Man 2004, p. 213.
33. 1 2  Man 2004, p. 214.
34. ↑  Tucker 2010, p. 276.
35. ↑  de Hartog 2004, p. 135.
36. ↑  Man 2004, p. 219.
37. ↑  Man 2004, pp. 219-220.
38. 1 2 3  de Hartog 2004, p. 137.
39. ↑  Lange 2003, p. 71.
40. ↑  Man 2004, p. 238.
41. ↑  Sinor, Shimin, Kychanov 1998, p. 214.
42. ↑  Mote 1999, p. 256.
43. ↑  Boland-Crewe e Lea 2002, p. 215.
44. ↑  Franke 1994, p. 263.
45. ↑  Man 2006, p. 158.
46. ↑  Grousset 1970, p. 282.
47. ↑  Atwood 2004, p. 509.
48. ↑  Curtin 1908, p. 343.
49. ↑  Bor, p. 224.
50. ↑  (EN) John E. Herman, Amid the Clouds and Mist China's Colonization of Guizhou, 1200–1700, Harvard University Asia Center, 2007,  p. 40, ISBN 978-0-674-02591-2.
51. ↑  Man 2006, p. 79.
52. ↑  Atwood 2004, p. 613.
53. ↑  Man 2006, p. 80.
54. ↑  (EN) James A. Anderson e John K. Whitmore, China's Encounters on the South and Southwest: Reforging the Fiery Frontier Over Two Millennia, rist., BRILL, 2014, ISBN 978-9004282483.
55. ↑  (EN) Michael Dillon, China's Muslim Hui Community: Migration, Settlement and Sects, Psychology Press, 1999,  pp. 33-34, ISBN 0700710264.
56. ↑  (EN) John. E. Herman, Political Frontiers, Ethnic Boundaries and Human Geographies in Chinese History, a cura di Nicola Di Cosmo e Don J Wyatt, ill., Routledge, 2005, ISBN 1135790957.
57. ↑  (EN) Pamela Kyle Crossley, Helen F. Siu e Donald S. Sutton (a cura di), Empire at the Margins: Culture, Ethnicity, and Frontier in Early Modern China, Studies on China, vol. 28, ill., University of California Press, 2006, ISBN 0520230159.
58. ↑  (EN) John Masson Jr. Smith, Review: Nomads on Ponies vs. Slaves on Horses, in Journal of the American Oriental Society, vol. 118, n. 1, American Oriental Society, gennaio–marzo 1998,  pp. 54-62, DOI:10.2307/606298.
59. ↑  (EN) Bin Yang, 4. Rule Based on Native Customs, in Between winds and clouds: the making of Yunnan (second century BCE to twentieth century CE), Columbia University Press, 2009,  p. 112, ISBN 978-0231142540.
60. ↑  (EN) Warren I. Cohen, East Asia at the center: four thousand years of engagement with the world,  p. 136.
61. ↑  (EN) Patricia Buckley Ebrey, 9. State-Forced Relocations in China, 900-1300 The Mongols and the state of Yuan, in Patricia Buckley Ebrey e Paul Jakov Smith (a cura di), State Power in China, 900-1325, University of Washington Press, 2016,  pp. 325-326, ISBN 978-0295998480.
62. ↑  (EN) Kaiqi Hua, 6. The Journey of Zhao Xian and the Exile of Royal Descendants in the Yuan Dynasty (1271 1358), in Ann Heirman, Carmen Meinert e Christoph Anderl (a cura di), Buddhist Encounters and Identities Across East Asia, Leida, BRILL, 2018,  p. 213, DOI:10.1163/9789004366152_008, ISBN 978-9004366152.
63. ↑  Hamadani 1971, p. 287.
64. ↑   baomoi.com,  http://www.baomoi.com/ham-sac-to-trung-tu-tu-hai-minh/c/10426418.epi. URL consultato il 9 marzo 2017.
65. ↑   bienkhoi.com,  http://www.bienkhoi.com/so-26/nha-tran.htm. URL consultato il 9 marzo 2016.
66. ↑   1995,  p. 85, ISBN 0-313-29622-7.
67. ↑   1. publ.,  pp. 103, 120, ISBN 978-0521699150,  https://books.google.com/books?id=6UHi9JXNokEC&q=tran+fujian&pg=PA120.
68. ↑   K. W. Taylor,  p. 120, ISBN 978-0-521-87586-8,  https://books.google.com/books?id=P2HP31kOSA4C&pg=PA120.
69. ↑    p. 159, ISBN 978-0-7391-2835-0,  https://books.google.com/books?id=gyPjBevBHxcC&pg=PA159.
70. ↑    p. 29, ISBN 978-0-231-51110-0,  https://books.google.com/books?id=ZHD4Asj0FagC&q=Tran+Chen+Fujian&pg=PT90.
71. ↑   Geoffrey C. Gunn,  p. 112, ISBN 978-988-8083-34-3,  https://books.google.com/books?id=E10tnvapZt0C&q=tran+fujian&pg=PA112.
72. ↑   1988,  p. 190, ISBN 9780684189017,  https://books.google.com/books?id=cNwpAQAAMAAJ&q=tran+fujian.  p. 190.
73. ↑   Alexander Woodside, 1971,  p. 8, ISBN 978-0-674-93721-5,  https://books.google.com/books?id=0LgSI9UQNpwC&q=tran+fukien&pg=PA8.
74. ↑   wordpress.com,  https://leminhkhai.wordpress.com/2015/12/04/giac-bac-den-xam-luoc-translations-and-exclamation-points/. URL consultato il 5 aprile 2016.
75. ↑   Copia archiviata, su manoa.hawaii.edu. URL consultato il 22 marzo 2023 (archiviato dall'url originale il 14 ottobre 2014).
76. ↑   reprint, revised,  p. 122, ISBN 978-9004282483,  https://books.google.com/books?id=YV1hBQAAQBAJ&pg=PA122.
77. ↑   reprint, revised,  p. 123, ISBN 978-9004282483,  https://books.google.com/books?id=YV1hBQAAQBAJ&pg=PA123.
78. 1 2 3 4  (EN) James Waterson, Defending Heaven: China's Mongol Wars, 1209–1370, Casemate Publishers, 2013, ISBN 978-1783469437.
79. ↑  (EN) Alan H. Balfour e Shiling Zheng, Shanghai, a cura di Alan H. Balfour, illustrated, Wiley-Academy, 2002,  p. 25, ISBN 0471877336.
80. ↑  (EN) John Coatsworth [et al.], Global Connections, 1. Politics, Exchange, and Social Life in World History, ill., Cambridge University Press, 2015,  p. 356, ISBN 978-1783469437.
81. ↑  Man 2004, p. 164.
82. ↑  (EN) Junius P. Rodriguez, The Historical Encyclopedia of World Slavery, ABC-CLIO, 1997,  p. 146.
83. ↑  (JA) Sugiyama Masaaki, 忽必烈的挑战, 社会科学文献出版社, 2013,  pp. 44-46.
84. ↑  (JA) Funada Yoshiyuki, 色目人与元代制度、社会－－重新探讨蒙古、色目、汉人、南人划分的位置, 蒙古学信息, 2003,  p. 2.
85. ↑  (EN) Reuven Amitai-Preiss, Mongols and Mamluks: The Mamluk-Ilkhanid War, 1260–1281, Cambridge University Press, 1995,  p. 189.
86. ↑  (EN) Angus Donal Stewart, The Armenian kingdom and the Mamluks, BRILL, 2001,  p. 54.
87. ↑  (EN) Michael Biran, The empire of the Qara Khitai in Eurasian history: between China and the Islam, Cambridge University Press, 2005,  p. 143.
88. ↑  (EN) Stepehen Turnbull, The Mongol Invasions of Japan 1274 and 1281, Osprey Publishing, 2010,  p. 72.
89. ↑  (EN) Peter Jackson, The Mongols and the West, Routledge, 2005,  p. 86.
90. ↑  (EN) Morris Rossabi, From Yuan to Modern China and Mongolia: The Writings of Morris Rossabi, BRILL, 2014,  p. 443, ISBN 978-90-04-28529-3.
91. ↑  (EN) Reiko Shinno, 2. The Mongol conquest and the new configuration of power, 1206-76, in The Politics of Chinese Medicine Under Mongol Rule, Needham Research Institute Series, ill., Routledge, 2016,  pp. 24-29, ISBN 978-1317671602.
92. 1 2  (EN) Stephen J. Haw, The Mongol Empire – the first 'gunpowder empire'?, in Journal of the Royal Asiatic Society, 3., vol. 23, n. 3, Cambridge University Press, 2013, DOI:10.1017/S1356186313000369.
93. ↑  The Devil's Horsemen: The Mongol Invasion of Europe by James Chambers, p.71
94. ↑   Lillian Craig Harris, illustrated, 1993,  p. 26, ISBN 1-85043-598-7,  https://books.google.com/books?id=fmptAAAAMAAJ&q=crossbow+baghdad.
95. ↑   Jacques Gernet, 1996,  p. 377, ISBN 0-521-49781-7,  https://archive.org/details/historyofchinese00gern.
96. ↑   ʻAlā al-Dīn ʻAṭā Malek Joveynī, 1958,  p. 631,  https://books.google.com/books?id=aChtAAAAMAAJ&q=Khitayan+devil+like+heretics.
97. ↑   1998,  p. 20,  https://books.google.com/books?id=4IltAAAAMAAJ&q=Khitayan+devil+like+heretics.
98. ↑    p. 325, ISBN 978-81-7304-554-7,  https://books.google.com/books?id=UuptAAAAMAAJ&q=Khitayan+devil+like+heretics.
99. ↑   NOMADIC POWER, SEDENTARY SECURITY, AND THE CROSSBOW, Military Studies and History, vol. 2, ISBN 978-0-88953-324-0.
100. ↑   'Ala-ad-Din 'Ata-Malik Juvaini, II, 1958,  pp. 630-631,  https://archive.org/stream/historyoftheworl011648mbp/historyoftheworl011648mbp_djvu.txt.
101. ↑  Wright, David C. "The Sung-Kitan War of A.D. 1004–1005 and the Treaty of Shan-Yüan." Journal of Asian History, vol. 32, no. 1, 1998, p. 20. JSTOR 41933065.
102. ↑   Peter Willey, 2001,  p. 166, ISBN 978-0-941936-64-4,  https://books.google.com/books?id=OCxWAAAAYAAJ&q=Juvayni+devil+like+heretics.
103. ↑  (FR) AAVV, Revue bibliographique de sinologie 2001, Éditions de l'École des hautes études en sciences sociales, 2002,  p. 147.
104. ↑  (EN) Timothy Michael May, The Mechanics of Conquest and Governance: The Rise and Expansion of the Mongol Empire, 1185-1265, University of Wisconsin Press, 2004,  p. 50.
105. ↑  (EN) Stuart Reynolds Schram, Foundations and Limits of State Power in China, European Science Foundation by School of Oriental and African Studies, University of London, 1987,  p. 130.
106. ↑  (EN) Gary Seaman e Daniel Marks, Rulers from the steppe: state formation on the Eurasian periphery, Ethnographics Press, Center for Visual Anthropology, University of Southern California, 1991,  p. 175.
107. ↑  (ZH) 窝阔台汗己丑年汉军万户萧札剌考辨--兼论金元之际的汉地七万户 [A Study of XIAO Zha-la the Han Army Commander of 10,000 Families in the Year of 1229 during the Period of Khan (O)gedei], su wanfangdata.com.cn. URL consultato il 26 febbraio 2017.
108. ↑  (ZH) 窝阔台汗己丑年汉军万户萧札剌考辨-兼论金元之际的汉地七万户-国家哲学社会科学学术期刊数据库, su Nssd.org. URL consultato il 26 febbraio 2018 (archiviato dall'url originale il 13 aprile 2020).
109. ↑  (ZH) 新元史/卷146 [New Yuan History/Volume 146], su Wikisource.
110. ↑  (ZH) Archived copy, su klxsw.com. URL consultato il 3 maggio 2016 (archiviato dall'url originale il 4 marzo 2016).
111. ↑  (EN) Hok-Lam Chan, A Recipe to Qubilai Qa'an on Governance: The Case of Chang Te-hui and Li Chih, in Journal of the Royal Asiatic Society, vol. 7, Cambridge University Press, 1997,  pp. 257–s83, DOI:10.1017/S1356186300008877.
112. ↑   David M. Robinson, 2009,  p. 24, ISBN 978-0-674-03608-6,  https://books.google.com/books?id=PDjWpqU55eMC&pg=PA24.
113. 1 2  ed. de Rachewiltz 1993, p. 41.
114. ↑  Kinoshita 2013, p. 47.
115. ↑  Watt 2010, p. 14.
116. ↑  Kinoshita 2013, p. 47.
117. ↑   illustrated, annotated,  p. 82, ISBN 978-1610693400,  https://books.google.com/books?id=4gB9DQAAQBAJ&pg=RA1-PA82.
118. ↑  Hucker 1985, p. 66.
119. ↑  (EN) David M. Robinson, 1. Northeast Asia and the Mongol Empire, in Empire's Twilight: Northeast Asia Under the Mongols, ill., Harvard University Press, 2009,  p. 52, ISBN 978-0674036086.
120. ↑  Man 2006, p. 168.
121. ↑  (EN) Ming Tai Cheung, China's Entrepreneurial Army, rist. ill., Oxford University Press, 2001,  p. 14, ISBN 0199246904.
122. ↑   Morris Rossabi, 1983,  p. 255, ISBN 978-0-520-04562-0,  https://books.google.com/books?id=sNpD5UKmkswC&pg=PA255.
123. ↑  Halperin, Charles J.. 2000. "The Kipchak Connection: The Ilkhans, the Mamluks and Ayn Jalut". Bulletin of the School of Oriental and African Studies, University of London 63 (2). Cambridge University Press: 235. JSTOR 1559539.
124. ↑  Sinor, Denis. 1999. "The Mingols in the West". Journal of Asian History, 33 (1). Harrassowitz Verlag: 1–44. JSTOR 41933117.
125. ↑   David Nicolle,  p. 85, ISBN 978-1-86019-407-8,  https://books.google.com/books?id=OgQXAQAAIAAJ&q=alan+guard+mongols.
126. ↑   Arthur Thomas Hatto, 1991,  p. 36,  https://books.google.com/books?id=QxRpAAAAMAAJ&q=alan+guard+mongols.
127. ↑   Henry Yule, 1915,  p. 187, ISBN 978-81-206-1966-1,  https://books.google.com/books?id=rMIWlq6JeccC&pg=PA187.

### Fonti
- (MN) Монголын Нууц Товчоо (Mongolyn Nuuc Tovčoo) [Storia segreta dei Mongoli], 1240. ed.  Sergei Kozin (a cura di), Storia segreta dei Mongoli, traduzione di M. Olsùfieva, Guanda, 2021, ISBN 9788823525818.
- Rashid al-Din Hamadani, Jami' al-tawarikh, XIV secolo. ed. (EN) Rashid al-Din Hamadani, The Successors of Genghis Khan, traduzione di John Andrew Boyle, Columbia University Press, 1971.
- (ZH) Toqto'a (a cura di), 遼史T, 辽史S, Liáo ShǐP, lett. "Storia di Liao" [Storia dei Liao], Ventiquattro Storie, 1344.
- (ZH) Toqto'a (a cura di), 金史T, 金史S, Jīn ShǐP, lett. "Storia di Jin" [Storia dei Jin], Ventiquattro Storie, 1344.
- (ZH) Toqto'a (a cura di), 宋史S, Sòng ShǐP, lett. "Storia di Song" [Storia dei Song], Ventiquattro Storie, 1346.
- (ZH) Song Lian (a cura di), 元史S, Yuán ShǐP, lett. "Storia di Yuan" [Storia degli Yuan], Ventiquattro Storie, 1370.

### Studi
- (EN) Thomas Allsen, The rise of the Mongolian empire and Mongolian rule in north China, in Denis C. Twitchett, Herbert Franke e John King Fairbank (a cura di), The Cambridge History of China, 6, Alien Regimes and Border States, 710–1368, Cambridge University Press, 1994,  pp. 321-413, ISBN 978-0-521-24331-5.
- (EN) C.P. Atwood, Encyclopedia of Mongolia and the Mongol Empire, Facts on File, 2004, ISBN 978-0816046713.
- (ZH) Ren Bian, 西夏: 消逝在历史记忆中的国度》 [Xia Occidentali: il regno perduto nelle memorie storiche], Pechino, Foreign Language Press, 2005.
- (EN) Boland-Crewe Tara e David Lea (a cura di), The Territories of the People's Republic of China, Londra, Routledge, 2002, ISBN 9780203403112.
- (EN) J. Bor, Mongol hiigeed Eurasiin diplomat shashtir, II.
- (EN) Leo de Hartog, Genghis Khan: Conqueror of the World, New York City, I.B. Tauris, 2004, ISBN 1860649726.
- (EN) Ruth W. Dunnell, The Great State of White and High: Buddhism and State Formation in Eleventh-Century Xia, Honolulu, University of Hawaii Press, 1996, ISBN 0824817192.
- (EN) Ruth W. Dunnell, The Hsi Hsia, in Denis C. Twitchett, Herbert Franke e John King Fairbank (a cura di), The Cambridge History of China, 6, Alien Regimes and Border States, 710–1368, Cambridge University Press, 1994,  pp. 154-214, ISBN 978-0-521-24331-5.
- (EN) Patricia Buckley Ebrey, East Asia: A Cultural, Social, and Political History, 3.ª ed., Stamford (Connecticut), Cengage Learning, 2012, ISBN 9781133606475.
- (EN) James B. Emmons, Genghis Khan, in China at War: An Encyclopedia, Santa Barbara (CA), ABC-CLIO, 2012, ISBN 9781598844153.
- (EN) William W. Fitzhugh, Morris Rossabi e William Honeychurch, Genghis Khan and the Mongol empire, Seattle, University of Washington Press, 2009, ISBN 978-9622178359.
- (DE) Erich Haenisch, Die Geheime Geschichte der Mongolen, Leipzig, 1948.
- (EN) Adam Hart-Davis, History: From the Dawn of Civilization to the Present Day, Londra, Dorling Kindersley, 2007, ISBN 978-1405318099.
- (DE) Walther Heissig, Die Mongolen. Ein Volk sucht seine Geschichte, Düsseldorf, 1964.
- (EN) Charles Holcombe, A History of East Asia: From the Origins of Civilization to the Twenty-First Century, Cambridge University Press, 2011, ISBN 978-0-521-51595-5.
- (EN) Henry H. Howorth, History of the Mongols, illustrazioni di E.G. Ravenstein, 2 v., Londra, Longmans, Green & Co., 1876.
- (EN) Adam T. Kessler, Song Blue and White Porcelain on the Silk Road, Leida, BRILL, 2012, ISBN 9789004218598.
- (EN) George C. Kohn, Dictionary of Wars, 3rd, New York City, Infobase Publishing, 2007, ISBN 9781438129167.
- (EN) George Lane, Daily Life in the Mongol Empire, Greenwood, 2006  [1952], ISBN 0-313-33226-6.
- (EN) George Lane, Genghis Khan and Mongol Rule, Greenwood Publishing Group, 2004, ISBN 978-0-313-32528-1.
- (EN) Brenda Lange, Genghis Khan, New York City, Infobase Publishing, 2003, ISBN 9780791072226.
- (EN) John Man, Kublai Khan, Bantam Press, 2006.
- (EN) John Man, Genghis Khan: Life, Death, and Resurrection, New York City, St. Martin's Press, 2004, ISBN 9780312366247.
- (EN) Timothy May, The Mongol Conquests in World History, Londra, Reaktion Books, 2012, ISBN 9781861899712.
- (EN) Frederick W. Mote, Imperial China: 900-1800, Cambridge, Massachusetts, Harvard University Press, 1999, ISBN 0674012127.
- (EN) David Nicolle e Richard Hook, The Mongol Warlords: Genghis Khan, Kublai Khan, Hulegu, Tamerlane, Brockhampton Press, 1998, ISBN 1-86019-407-9.
- (EN) Chris Peers, Soldiers of the Dragon: Chinese Armies 1500 BC-AD 1840[collegamento interrotto], Oxford, Osprey Publishing, 2006, ISBN 1846030986.
- (EN) J.J. Saunders, The History of the Mongol Conquests, Routledge, 1971, ISBN 9781032527291.
- (EN) D. Sinor, G Shimin e Y.I. Kychanov, The Uighurs, the Kyrgyz and the Tangut (Eighth to the Thirteenth Century), in M.S. Asimov e C.E. Bosworth (a cura di), Age of Achievement: A.D. 750 to the End of the Fifteenth Century, vol. 4, Parigi, UNESCO, 1998,  pp. 191-214, ISBN 9231034677.
- (EN) Tucker, Spencer C. (a cura di), A Global Chronology of Conflict: From the Ancient World to the Modern Middle East: From the Ancient World to the Modern Middle East, Santa Barbara (CA), ABC-CLIO, 2010, ISBN 978-1851096725.
- (EN) Stephen Turnbull, Genghis Khan and the Mongol Conquests 1190–1400, Osprey Publishing, 2003, ISBN 978-1-84176-523-5.
- (ZH) Tianshun Wang, 西夏战史 [Storia militare degli Xia Occidentali], Yinchuan, Ningxia People's Press, 1993.
- (EN) Jack Weatherford, Genghis Khan and the Making of the Modern World, Crown and Three Rivers Press, 2004, ISBN 0-609-80964-4.